# 方銖賢
方銖賢（：／ Bang Suhyeon，1972年9月13日—），韓国退役女子羽毛球运动员，是韓國羽毛球在1990年代的代表人物，曾在1996年亞特蘭大奧運會奪得女單金牌。
方銖賢在奧運奪金後不久便急流勇退，1998年與美国侨胞医生结婚，並移居美國，做全職的家庭主妇。2005年，方銖賢獲聘為美国羽毛球青少年国家队（17岁以下）教练，又當選為国际羽毛球联合会（IBF）最年轻的理事。2019年入選羽毛球世界聯會名人堂。

## 外部連結
- 方銖賢在世界羽球聯盟的登錄資料